# Atletica leggera ai Giochi della VII Olimpiade - Pentathlon
La competizione del pentathlon di atletica leggera ai Giochi della VII Olimpiade si svolse il giorno  19 agosto 1920 allo Stadio Olimpico di Anversa.

## Regolamento
Tutti i 19 iscritti disputano le prime tre prove. Dopo si stila una classifica. I primi dodici proseguono con la quarta prova (il lancio del disco).

Poi si stila una nuova classifica. I primi sette partecipano all'ultima gara, i 1500 metri.

## Risultati

### 1 prova - Salto in lungo
| Pos. | Atleta                 | Nazione     | Misura |
| ---- | ---------------------- | ----------- | ------ |
| 1    | Brutus Hamilton        | Stati Uniti | 6,860  |
| 2    | Eero Lehtonen          | Finlandia   | 6,635  |
| 3    | Everett Bradley        | Stati Uniti | 6,610  |
| 4    | Hugo Lahtinen          | Finlandia   | 6,595  |
| 5    | Robert LeGendre        | Stati Uniti | 6,505  |
| 6    | Axel-Erik Gyllenstolpe | Svezia      | 6,415  |
| 7    | Helge Løvland          | Norvegia    | 6,320  |
| 8    | Ossian Nylund          | Finlandia   | 6,285  |
| 9    | Bertil Ohlson          | Svezia      | 6,270  |
| 10   | Aleksander Klumberg    | Estonia     | 6,250  |
| 11   | Edmond Médécin         | Monaco      | 6,210  |
| 12   | Evert Nilsson          | Svezia      | 6,200  |
| 13   | Ole Reistad            | Norvegia    | 6,095  |
| 14   | Carl-Enock Svensson    | Svezia      | 5,895  |
| 15   | Konstantinos Roubesis  | Grecia      | 5,890  |
| 16   | Jonni Myyrä            | Finlandia   | 5,800  |
| 17   | Dimitrios Andronidas   | Grecia      | 5,655  |
| 18   | Robert Dunne           | Stati Uniti | 5,595  |
| 19   | Hiroshi Masuda         | Giappone    | 4,510  |

### 2 prova - Lancio del giavellotto
| Pos. | Atleta                 | Nazione     | Misura   |
| ---- | ---------------------- | ----------- | -------- |
| 1    | Aleksander Klumberg    | Estonia     | 60,76    |
| 2    | Eero Lehtonen          | Finlandia   | 54,67    |
| 3    | Hugo Lahtinen          | Finlandia   | 54,25    |
| 4    | Helge Løvland          | Norvegia    | 53,13    |
| 5    | Evert Nilsson          | Svezia      | 50,85    |
| 6    | Carl-Enock Svensson    | Svezia      | 50,43    |
| 7    | Axel-Erik Gyllenstolpe | Svezia      | 49,88    |
| 8    | Everett Bradley        | Stati Uniti | 49,16    |
| 9    | Ossian Nylund          | Finlandia   | 48,65    |
| 10   | Brutus Hamilton        | Stati Uniti | 48,36    |
| 11   | Robert LeGendre        | Stati Uniti | 44,60    |
| 12   | Bertil Ohlson          | Svezia      | 43,68    |
| 13   | Robert Dunne           | Stati Uniti | 41,52    |
| 14   | Hiroshi Masuda         | Giappone    | 39,82    |
| 15   | Ole Reistad            | Norvegia    | 38,99    |
| 16   | Edmond Médécin         | Monaco      | 31,37    |
| 17   | Konstantinos Roubesis  | Grecia      | 30,25    |
| 18   | Dimitrios Andronidas   | Grecia      | 24,11    |
| -    | Jonni Myyrä            | Finlandia   | Ritirato |

| Pos. | Atleta                 | Nazione     | Totale | Lungo | Giav. |
| ---- | ---------------------- | ----------- | ------ | ----- | ----- |
| 1    | Eero Lehtonen          | Finlandia   | 4      | 2     | 2     |
| 2    | Hugo Lahtinen          | Finlandia   | 7      | 4     | 3     |
| 3    | Brutus Hamilton        | Stati Uniti | 11     | 1     | 10    |
| 3    | Everett Bradley        | Stati Uniti | 11     | 3     | 8     |
| 3    | Helge Løvland          | Norvegia    | 11     | 7     | 4     |
| 3    | Aleksander Klumberg    | Estonia     | 11     | 10    | 1     |
| 7    | Axel-Erik Gyllenstolpe | Svezia      | 13     | 6     | 7     |
| 8    | Robert LeGendre        | Stati Uniti | 16     | 5     | 11    |
| 9    | Ossian Nylund          | Finlandia   | 17     | 8     | 9     |
| 9    | Evert Nilsson          | Svezia      | 17     | 12    | 5     |
| 11   | Carl-Enock Svensson    | Svezia      | 20     | 14    | 6     |
| 12   | Bertil Ohlson          | Svezia      | 21     | 9     | 12    |
| 13   | Edmond Médécin         | Monaco      | 27     | 11    | 16    |
| 14   | Ole Reistad            | Norvegia    | 28     | 13    | 15    |
| 15   | Robert Dunne           | Stati Uniti | 31     | 18    | 13    |
| 16   | Konstantinos Roubesis  | Grecia      | 32     | 15    | 17    |
| 17   | Hiroshi Masuda         | Giappone    | 33     | 19    | 14    |
| 18   | Dimitrios Andronidas   | Grecia      | 35     | 17    | 18    |
| -    | Jonni Myyrä            | Finlandia   | Rit.   | 16    | Rit.  |

### 3 prova - 200m piani
| Pos. | Atleta                 | Nazione     | Tempo |
| ---- | ---------------------- | ----------- | ----- |
| 1    | Eero Lehtonen          | Finlandia   | 23"0  |
| 1    | Everett Bradley        | Stati Uniti | 23"0  |
| 1    | Robert LeGendre        | Stati Uniti | 23"0  |
| 4    | Brutus Hamilton        | Stati Uniti | 23"4  |
| 5    | Bertil Ohlson          | Svezia      | 23"6  |
| 5    | Hugo Lahtinen          | Finlandia   | 23"6  |
| 7    | Carl-Enock Svensson    | Svezia      | 23"8  |
| 7    | Robert Dunne           | Stati Uniti | 23"8  |
| 9    | Ole Reistad            | Norvegia    | 23"9  |
| 10   | Edmond Médécin         | Monaco      | 24"0  |
| 10   | Helge Løvland          | Norvegia    | 24"0  |
| 12   | Axel-Erik Gyllenstolpe | Svezia      | 24"2  |
| 12   | Evert Nilsson          | Svezia      | 24"2  |
| 14   | Ossian Nylund          | Finlandia   | 25"2  |
| 15   | Aleksander Klumberg    | Estonia     | 25"3  |
| 16   | Konstantinos Roubesis  | Grecia      | 25"8  |
| 17   | Dimitrios Andronidas   | Grecia      | 29"0  |
| -    | Hiroshi Masuda         | Giappone    | DNS   |
| -    | Jonni Myyrä            | Finlandia   | DNF   |

| Pos. | Atleta                 | Nazione     | Totale | Lungo | Giav. | 200m |
| ---- | ---------------------- | ----------- | ------ | ----- | ----- | ---- |
| 1    | Eero Lehtonen          | Finlandia   | 5      | 2     | 2     | 1    |
| 2    | Everett Bradley        | Stati Uniti | 12     | 3     | 8     | 1    |
| 2    | Hugo Lahtinen          | Finlandia   | 12     | 4     | 3     | 5    |
| 4    | Brutus Hamilton        | Stati Uniti | 15     | 1     | 10    | 4    |
| 5    | Robert LeGendre        | Stati Uniti | 17     | 5     | 11    | 1    |
| 6    | Helge Løvland          | Norvegia    | 21     | 7     | 4     | 10   |
| 7    | Axel-Erik Gyllenstolpe | Svezia      | 25     | 6     | 7     | 12   |
| 8    | Aleksander Klumberg    | Estonia     | 26     | 10    | 1     | 15   |
| 8    | Bertil Ohlson          | Svezia      | 26     | 9     | 12    | 5    |
| 10   | Carl-Enock Svensson    | Svezia      | 27     | 14    | 6     | 7    |
| 11   | Evert Nilsson          | Svezia      | 29     | 12    | 5     | 12   |
| 12   | Ossian Nylund          | Finlandia   | 31     | 8     | 9     | 14   |
| 13   | Edmond Médécin         | Monaco      | 37     | 11    | 16    | 10   |
| 14   | Ole Reistad            | Norvegia    | 37     | 13    | 15    | 9    |
| 15   | Robert Dunne           | Stati Uniti | 38     | 18    | 13    | 7    |
| 16   | Konstantinos Roubesis  | Grecia      | 48     | 15    | 17    | 16   |
| 17   | Dimitrios Andronidas   | Grecia      | 52     | 17    | 18    | 17   |
| -    | Hiroshi Masuda         | Giappone    | DNF    | 19    | 14    | DNS  |
| -    | Jonni Myyrä            | Finlandia   | DNF    | 16    | DNS   | -    |

### 4 prova - Lancio del disco
| Pos. | Atleta                 | Nazione     | Misura |
| ---- | ---------------------- | ----------- | ------ |
| 1    | Bertil Ohlson          | Svezia      | 39,80  |
| 2    | Helge Løvland          | Norvegia    | 39,51  |
| 3    | Aleksander Klumberg    | Estonia     | 38,62  |
| 4    | Robert LeGendre        | Stati Uniti | 37,39  |
| 5    | Brutus Hamilton        | Stati Uniti | 37,13  |
| 6    | Everett Bradley        | Stati Uniti | 36,76  |
| 7    | Eero Lehtonen          | Finlandia   | 34,64  |
| 8    | Evert Nilsson          | Svezia      | 34,63  |
| 9    | Robert Dunne           | Stati Uniti | 34,28  |
| 10   | Axel-Erik Gyllenstolpe | Svezia      | 33,50  |
| 11   | Carl-Enock Svensson    | Svezia      | 32,15  |
| 12   | Ole Reistad            | Norvegia    | 31,98  |
| 13   | Hugo Lahtinen          | Finlandia   | 31,12  |
| 14   | Edmond Médécin         | Monaco      | 30,00  |
| 15   | Ossian Nylund          | Finlandia   | 26,97  |

| Pos. | Atleta                 | Nazione     | Punti | Lungo | Giav. | 200m | Disco |
| ---- | ---------------------- | ----------- | ----- | ----- | ----- | ---- | ----- |
| 1    | Eero Lehtonen          | Finlandia   | 12    | 2     | 2     | 1    | 7     |
| 2    | Everett Bradley        | Stati Uniti | 18    | 3     | 8     | 1    | 6     |
| 3    | Brutus Hamilton        | Stati Uniti | 20    | 1     | 10    | 4    | 5     |
| 4    | Robert LeGendre        | Stati Uniti | 21    | 5     | 11    | 1    | 4     |
| 5    | Helge Løvland          | Norvegia    | 23    | 7     | 4     | 10   | 2     |
| 6    | Hugo Lahtinen          | Finlandia   | 25    | 4     | 3     | 5    | 13    |
| 7    | Bertil Ohlson          | Svezia      | 27    | 9     | 12    | 5    | 1     |
| 8    | Aleksander Klumberg    | Estonia     | 29    | 10    | 1     | 15   | 3     |
| 9    | Axel-Erik Gyllenstolpe | Svezia      | 35    | 6     | 7     | 12   | 10    |
| 10   | Evert Nilsson          | Svezia      | 37    | 12    | 5     | 12   | 8     |
| 11   | Carl-Enock Svensson    | Svezia      | 38    | 14    | 6     | 7    | 11    |
| 12   | Ossian Nylund          | Finlandia   | 46    | 8     | 9     | 14   | 15    |
| 13   | Robert Dunne           | Stati Uniti | 47    | 18    | 13    | 7    | 9     |
| 14   | Ole Reistad            | Norvegia    | 49    | 13    | 15    | 9    | 12    |
| 15   | Edmond Médécin         | Monaco      | 51    | 11    | 16    | 10   | 14    |

### 5 prova - 1500m piani
| Pos. | Atleta          | Nazione     | Tempo  |
| ---- | --------------- | ----------- | ------ |
| 1    | Hugo Lahtinen   | Finlandia   | 4'36"0 |
| 2    | Eero Lehtonen   | Finlandia   | 4'40"2 |
| 3    | Bertil Ohlson   | Svezia      | 4'42"8 |
| 4    | Helge Løvland   | Norvegia    | 4'45"8 |
| 5    | Robert LeGendre | Stati Uniti | 4'46"0 |
| 6    | Everett Bradley | Stati Uniti | 5'10"0 |
| 7    | Brutus Hamilton | Stati Uniti | 5'12"8 |

## Classifica finale
| Pos.    | Atleta                 | Età | Nazione     | Punti | Lungo | Giav. | 200m | Disco | 1500m | Spareggio |
| ------- | ---------------------- | --- | ----------- | ----- | ----- | ----- | ---- | ----- | ----- | --------- |
| Oro     | Eero Lehtonen          | 22  | Finlandia   | 14    | 2     | 2     | 1    | 7     | 2     |           |
| Argento | Everett Bradley        | 23  | Stati Uniti | 24    | 3     | 8     | 1    | 6     | 6     |           |
| Bronzo  | Hugo Lahtinen          | 29  | Finlandia   | 26    | 4     | 3     | 5    | 13    | 1     | 3576,305  |
| 4       | Robert LeGendre        | 22  | Stati Uniti | 26    | 5     | 11    | 1    | 4     | 5     | 3534,365  |
| 5       | Helge Løvland          | 30  | Norvegia    | 27    | 7     | 4     | 10   | 2     | 4     | 3695,375  |
| 6       | Brutus Hamilton        | 20  | Stati Uniti | 27    | 1     | 10    | 4    | 5     | 7     | 3510,060  |
| 7       | Bertil Ohlson          | 21  | Svezia      | 30    | 9     | 12    | 5    | 1     | 3     |           |
|         |                        |     |             |       |       |       |      |       |       |           |
| 8       | Aleksander Klumberg    | 21  | Estonia     | 29    | 10    | 1     | 15   | 3     | -     |           |
| 9       | Axel-Erik Gyllenstolpe | 26  | Svezia      | 35    | 6     | 7     | 12   | 10    | -     |           |
| 10      | Evert Nilsson          | 26  | Svezia      | 37    | 12    | 5     | 12   | 8     | -     |           |
| 11      | Carl-Enock Svensson    | 25  | Svezia      | 38    | 14    | 6     | 7    | 11    | -     |           |
| 12      | Ossian Nylund          | 26  | Finlandia   | 46    | 8     | 9     | 14   | 15    | -     |           |
| 13      | Robert J. Dunne        | 21  | Stati Uniti | 47    | 18    | 13    | 7    | 9     | -     |           |
| 14      | Ole Reistad            | 22  | Norvegia    | 49    | 13    | 15    | 9    | 12    | -     |           |
| 15      | Edmond Médécin         | 22  | Monaco      | 51    | 11    | 16    | 10   | 14    | -     |           |
|         |                        |     |             |       |       |       |      |       |       |           |
| 16      | Konstantinos Roubesis  | 26  | Grecia      | 48    | 15    | 17    | 16   | -     | -     |           |
| 17      | Dimitrios Andronidas   |     | Grecia      | 52    | 17    | 18    | 17   | -     | -     |           |
| -       | Hiroshi Masuda         | 19  | Giappone    | Rit.  | 19    | 14    | NP   | -     | -     |           |
| -       | Jonni Myyrä            | 28  | Finlandia   | Rit.  | 16    | NP    | -    | -     | -     |           |